# Вальмоццола
Вальмоццола (італ. Valmozzola) — муніципалітет в Італії, у регіоні Емілія-Романья,  провінція Парма.
Вальмоццола розташована на відстані близько 370 км на північний захід від Рима, 120 км на захід від Болоньї, 45 км на південний захід від Парми.
Населення — 551 особа (2014).

## Демографія
Населення за роками:

Станом на 1 січня 2023 року в муніципалітеті офіційно проживало 39 іноземців з 15 країн, серед них 10 громадян країн Євросоюзу та 1 громадянин України.

## Сусідні муніципалітети
- Барді
- Берчето
- Борго-Валь-ді-Таро
- Соліньяно
- Варсі